# Gmina Krotoszyce
Gmina Krotoszyce je polská vesnická gmina v okrese Lehnice v Dolnoslezském vojvodství. Sídlem gminy je ves Krotoszyce. V roce 2011 zde žilo 3 182 obyvatel.
Gmina má rozlohu 67,59 km² a zabírá 9,08 % rozlohy okresu. Skládá se ze 14 starostenství.

## Starostenství
Babin-Kościelec, Czerwony Kościół, Dunino, Janowice Duże, Kozice, Krajów, Krotoszyce, Prostynia, Szymanowice, Tyńczyk Legnicki, Warmątowice Sienkiewiczowskie, Wilczyce, Winnica, Złotniki.